# Hochburg-Ach
Hochburg-Ach osztrák község Felső-Ausztria Braunau am Inn-i járásában. 2018 januárjában 3236 lakosa volt.

## Elhelyezkedése

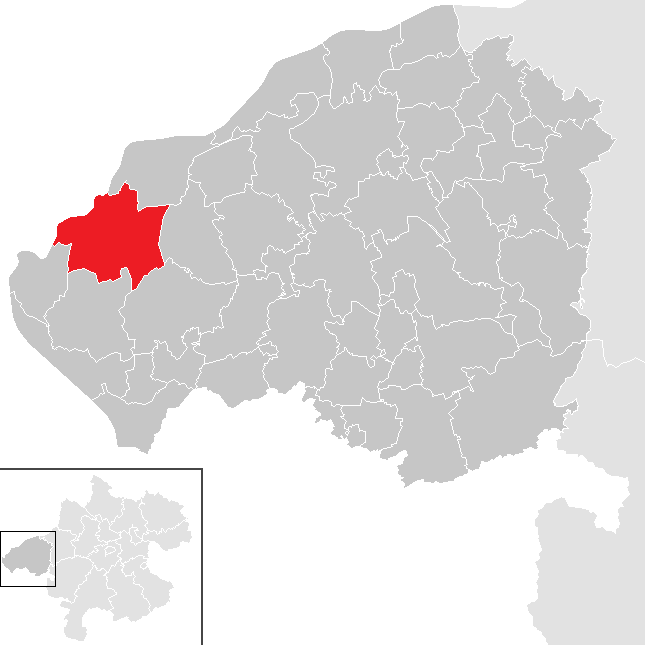
Hochburg-Ach a Braunau am Inn-i járásban

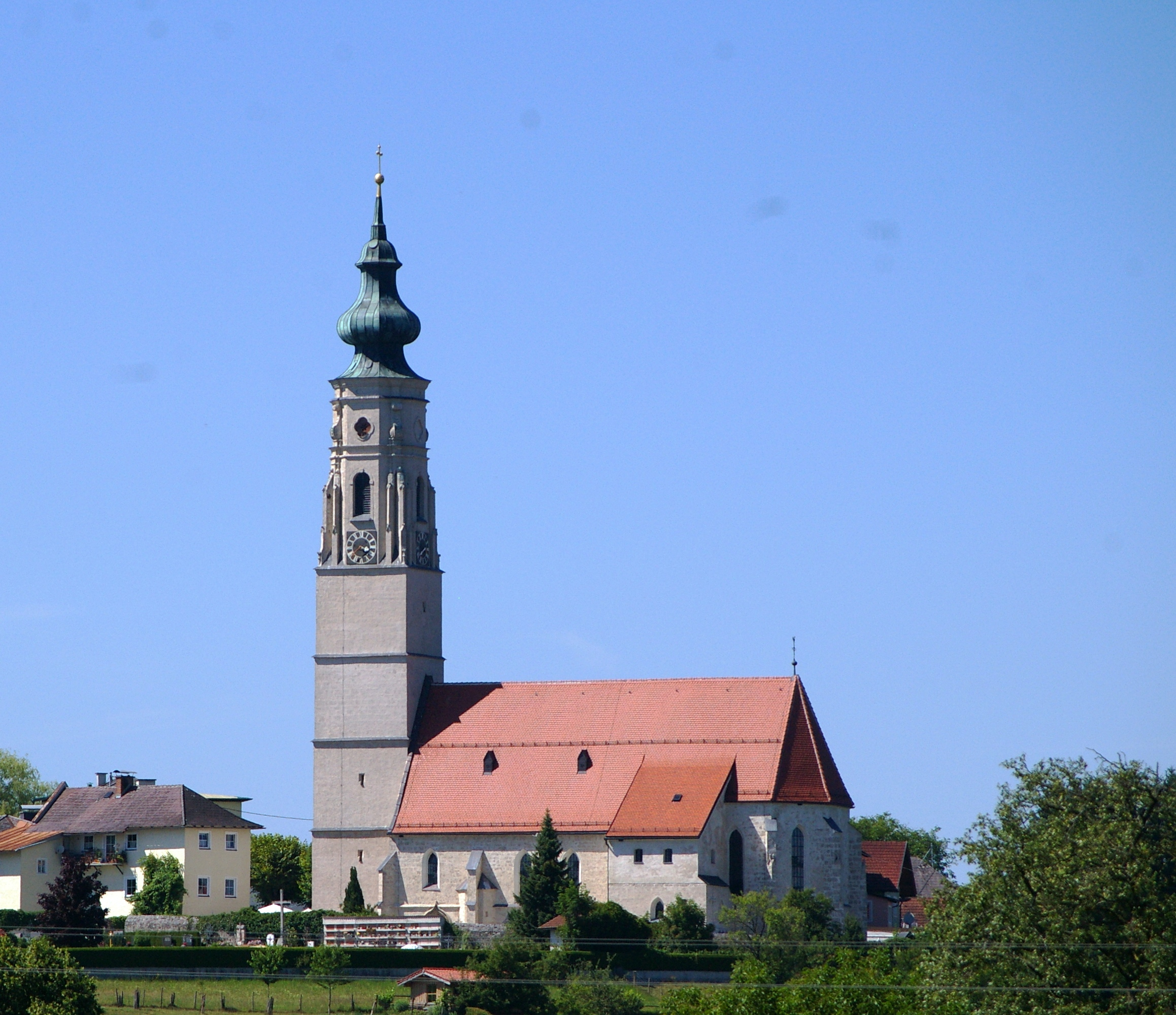
A Mária mennybevétele-plébániatemplom

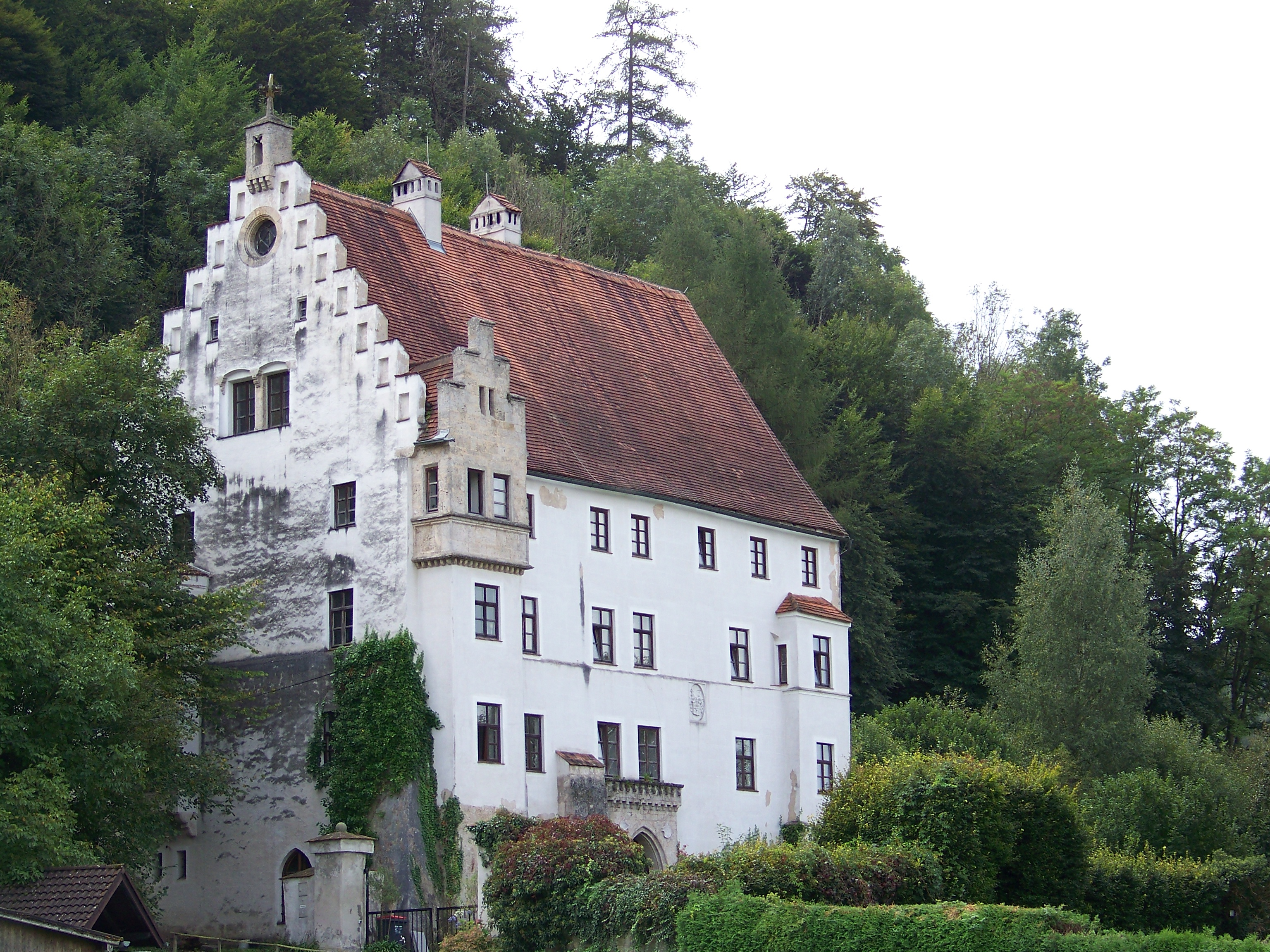
A wanghauseni kastély

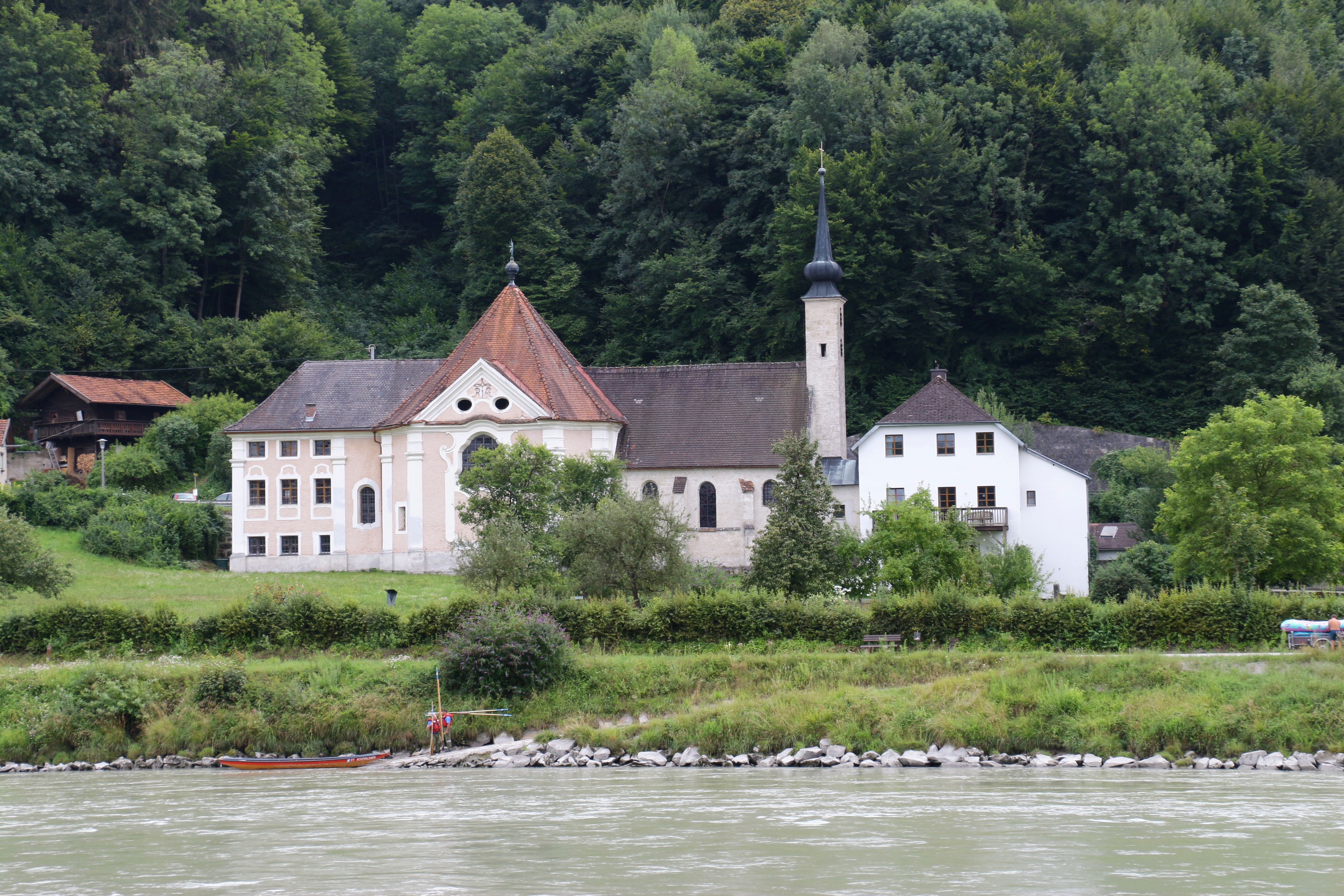
Az achi Mária látogatása-plébániatemplom

Hochburg-Ach Felső-Ausztria Innviertel régiójában fekszik a Salzach folyó jobb partján, közvetlenül a német határ mentén, a bajoroszági Burghausennel szemben. Területének 41,8%-a erdő, 52,3% mezőgazdasági művelés alatt áll. Az önkormányzat 24 településrészt és falut egyesít: Ach (48 lakos 2018-ban), Barsdorf (35), Dorfen (129), Duttendorf (779), Endt (32), Geretsdorf (46), Grund (18), Grünhilling (60), Hochburg (270), Holzgassen (378), Kälbermoos (36), Kreil (113), Lindach (91), Mitterndorf (126), Oberkriebach (270), Reisach (39), Reith (30), Sengstatt (93), Staudach (20), Thann (18), Unterkriebach (27), Unterweitzberg (78), Wanghausen (500) és Weng (0).
A környező önkormányzatok: északkeletre Überackern, keletre Gilgenberg am Weilhart, délkeletre Geretsberg, délre Tarsdorf, délnyugatra Sankt Radegund, északnyugatra Burghausen (Németország).

## Története
Hochburg egészen a kora újkorig Bajorországhoz tartozott. Gazdaságának jelentős részét a Hallein bányáiból származó só szállítása tette ki. Mintegy 5-600 hajós vitte le a Salzachon a sót, vissza pedig gabonát vagy bort hoztak. 
1779-ben a bajor örökösödési háborút lezáró tescheni béke következtében a teljes Innviertel Ausztriához került át. A napóleoni háborúk során 1809-ben a régiót a franciákkal szövetséges Bajorország visszakapta, majd Napóleon bukása után ismét Ausztriáé lett. 
A köztársaság 1918-as megalakulásakor Hochburg-Achot Felső-Ausztria tartományhoz sorolták. Miután Ausztria 1938-ban csatlakozott a Német Birodalomhoz, az Oberdonaui gau része lett; a második világháború után visszakerült Felső-Ausztriához. 

## Lakosság
A hochburg-achi önkormányzat területén 2018 januárjában 3236 fő élt. A lakosságszám 1971 óta 3000 körül mozog. 2016-ban a helybeliek 76,9%-a volt osztrák állampolgár; a külföldiek közül 18,9% a régi (2004 előtti; elsősorban Németországból), 1,6% az új EU-tagállamokból érkezett. 0,6% a volt Jugoszlávia (Szlovénia és Horvátország nélkül) vagy Törökország, 2,1% egyéb országok polgára. 2001-ben a lakosok 86,4%-a római katolikusnak, 3,8% evangélikusnak, 1,2% mohamedánnak, 6,3% pedig felekezeten kívülinek vallotta magát. Ugyanekkor 2 magyar élt a községben. 

## Látnivalók
- a Mária mennybevétele-plébániatemplom 15. századbeli, gótikus, kéthajós épület
- a wanghauseni kastély
- az achi Mária látogatása-plébániatemplom
- a Franz Xaver Gruber-emlékház és múzeum

## Híres hochburg-achiak
- Franz Xaver Gruber (1787–1863) zeneszerző, a Csendes éj alkotója

## Fordítás
- Ez a szócikk részben vagy egészben  a   Hochburg-Ach című német Wikipédia-szócikk ezen változatának fordításán alapul.  Az eredeti cikk szerkesztőit annak laptörténete sorolja fel. Ez a jelzés csupán a megfogalmazás eredetét és a szerzői jogokat jelzi, nem szolgál a cikkben szereplő információk forrásmegjelöléseként.